# Aberdeen International Airport
Aberdeen International Airport (IATA: ABZ, ICAO: EGPD) (skotsk gaeliska: Port-adhair Obar Dheathain) är en internationell flygplats som ligger utanför Aberdeen. Flygplatsen är belägen i Dyce, en förort till Aberdeen. Den ligger ungefär 9,3 km nordväst om själva staden Aberdeen. 
Flygplatsen är en bas för flygbolagen BMI Regional, Eastern Airways och Flybe. 